# Anna Aguilar-Amat
Anna Aguilar-Amat (Barcelona, 31 de enero de 1962) es una poeta y ensayista española, investigadora y profesora universitaria de terminología aplicada a la traducción y lingüística. Estudió filología hispánica en la Universidad Autónoma de Barcelona (UAB) y se doctoró en Lingüística en 1993. Desde entonces ha estado vinculada en el mundo de la investigación académica en los campos de la lingüística, la lexicosemántica, la terminología y la traducción. Actualmente es profesora titular al Departamento de Traducción e Interpretación de la UAB, donde enseña terminología aplicada a la traducción y herramientas para la traducción automática.
En la UAB, ha sido una de las fundadoras y la presidenta desde 2003 del colectivo de poesía QUARKpoesia, vinculado al Departamento de Traducción y de Interpretación de la UAB y a la asociación cultural Cultura en Viu (UAB). El colectivo trabaja para la promoción de poetas y escritores poco conocidos en lenguas poco traducidas, como también para el intercambio de ideas y obras poéticas. Intenta promover poetas en lengua catalana y establecer intercambios con poetas otros lugares del mundo. QUARKpoesia es una entidad gemela del aula de Poesía de Barcelona.
Su poesía figura en un número de antologías de poesía catalana. Ha sido traducida al inglés, el árabe, el castellano, el esloveno, el finés, el francés, el italiano, el macedonio, el sardo, y el ucraniano. El 2016 hizo una residencia literaria de tres semanas en la Ledig House de Nueva York.

## Obra

### Poesía[6]
- Petrolier, colección «Poesia Edicions de la Guerra», Editorial Denes, Paiporta, Comunidad Valenciana, 2003 (Premio Englantina d'Or en los Jocs Florals de Barcelona 2000).
- Trànsit entre dos vols, Edicions Proa, Barcelona, 2001 (Premio Carles Riba 2000).
- Música i escorbut, Edicions 62, Barcelona, 2002 (Premio Màrius Torres 2001)
  - Music and Scurvy, traducido al inglés por Anna Crowe, Sandstone Press, Escocia, 2005 (ISBN 978-1905207022).
- Coses Petites : poemes a quatre mans, con Francesc Parcerisas, y ilustraciones de Miquel Plana Editor, Olot, 2002.[1][2]
- Nom de dona, El Toro de Barro, 2005.
- Jocs de l'oca, Servicio de Publicaciones de la Universidad Autónoma de Barcelona, Bellaterra, 2006.
- Càrrega de color, Editorial Meteora, Barcelona, 2011.

### Ensayo
- El placer de la lectura, con Francesc Parcerisas, Editorial Síntesis, Madrid, 2004 .

## Premios literarios
- Premio Carles Orilla de poesía 2000 por Trànsit entre dos vols
- Englantina de Oro en los Juegos Florales de Barcelona 2000 por Petrolier i Teatre
- Premio Màrius Torres 2001 por Música i escorbut